# Agave titanota
Agave titanota ist eine Pflanzenart aus der Gattung der Agaven (Agave). Ein englischer Trivialname ist „Amole Agave“.

## Beschreibung
Agave titanota ist monokarpisch, wächst einzeln und bildet kurz stammbildende Rosetten mit spärlichen Ausläufern. Die bläulichen, linealischen bis eiförmigen, kurzen, breiten, steifen, zur Basis verdickten Blätter sind 35 bis 55 cm lang und 10 bis 14 cm breit. Die parallel verlaufenden Abdrücke in den Blättern sind weiß bis hellgelb. Gleichwohl hat Felipo Otero an exponierten Stellen abweichende Formen (Blattstruktur) gesichtet. Die hornigen, weißen Blattränder sind unregelmäßig kräftig gezahnt. Der dunkelbraune bis graue Enddorn wird 3 bis 4 cm lang.
Der rispige, gerade Blütenstand  wird bis 3 m hoch. Die gelben Blüten erscheinen am oberen Teil des Blütenstandes und sind 45 bis 50 mm lang. Die breit trichterige Blütenröhre ist 2 bis 4 mm lang.
Die Blütezeit reicht von September bis November.

## Systematik und Verbreitung
Agave titanota wächst endemisch in Mexiko, weit verstreut im Norden des Bundesstaats Oaxaca an Kalksteinhängen und Canyons in der Rancho-Tambor-Region und Umgebung in 1000 bis 1200 m Höhe. Sie ist vergesellschaftet mit Mammillaria-Arten, Tillandsia-Arten und Sedum-Arten.
Die Erstbeschreibung durch Howard Scott Gentry ist 1982 veröffentlicht worden.
Agave titanota ist ein Vertreter der Gruppe Marginatae. 
Agave titanota toleriert bei trockenem Stand kurze Frostperioden bis −5 °C.

## Nachweise
- Mary Irish, Gary Irish: Agaves, Yuccas and related plants of Continental North America. Timber Press, 2000, S. 172–173, Tafel 44.
- J.Thiede: Agave titanota. In: Urs Eggli (Hrsg.): Sukkulenten-Lexikon. Einkeimblättrige Pflanzen (Monocotyledonen). Eugen Ulmer, Stuttgart 2001, ISBN 3-8001-3662-7, S. 67–68.
- Thomas Heller: Agaven. Münster 2006, S. 138.